# 어떤 과학의 일방통행
《어떤 과학의 일방통행》(とある科学の一方通行 토아루 카가쿠노 아쿠세라레에타[*])은 2013년 12월 27일부터 연재하는 어떤 마술의 금서목록의 외전이다.
2018년 10월 7일, TV 애니메이션 제작이 결정되었다. 2019년 7월부터 9월까지 방영되었다.